# دن مارینو
دن مارینو (به انگلیسی: Dan Marino) (زاده ۱۵ سپتامبر ۱۹۶۱)بازیکن سابق فوتبال آمریکایی در پست کوارتربک است و در تیم میامی دلفینز بازی می‌کرده‌است.
او بازیگر هم بوده و به بازی در فیلم ایس ونچورا پرداخته است.